# Kangoeroes Basket Mechelen
El Kangoeroes Basket Mechelen es un club de baloncesto profesional de la ciudad de Malinas, que milita en la BNXT League, la nueva liga fruto de la fusión de la Dutch Basketball League neerlandesa y la Pro Basketball League belga. Disputa sus partidos en el Sporthal de Schalk, con capacidad para 1000 espectadores.

## Historia
El club fue fundado en 2009 , como resultado de la fusión entre BBC Kangoeroes Willebroek y Boom BBC . El nombre del equipo era BBC Kangoeroes -Boom , pero en el verano de 2013 el equipo pasó a llamarse Kangoeroes Basket Willebroek . En la temporada 2013-14 Kangoeroes jugó en la Ethias League, después de que el club recibió una Licencia-C de la Federación de Baloncesto de Bélgica . Esta licencia permite que el equipo pueda jugar con un presupuesto inferior al de otros equipos. En 2018 el equipo se trasladó a la ciudad de Malinas.

También el club tiene un equipo de élite femenino que compite en Top Division Women I y la Euroliga Femenina.

## Nombres
- 2009–2013: BBC Kangoeroes-Boom
- 2013–2018: Kangoeroes Willebroek
- 2018-presente: Kangoeroes Mechelen

## Temporada a temporada
| Temporada | Nivel | Liga         | Pos. | Copa de Bélgica  |
| --------- | ----- | ------------ | ---- | ---------------- |
| 2009–10   | 2     | Nationale II | 2º   |                  |
| 2010–11   | 2     | Nationale II | 1º   |                  |
| 2011–12   | 2     | Nationale II | 5º   |                  |
| 2012–13   | 2     | Nationale II | 2º   | Octavos de final |
| 2013–14   | 1     | BLB          | 10º  | Cuartos de final |
| 2014–15   | 1     | BLB          | 9º   | Octavos de final |
| 2015–16   | 1     | BLB          | 9º   | Cuartos de final |
| 2016–17   | 1     | BLB          | 8º   | Octavos de final |
| 2017–18   | 1     | BLB          | 7º   | Octavos de final |

## Palmarés
- D2
  - Campeón: 1

2011
- - Subcampeón: 2

2010, 2013

## Jugadores destacados
| - Nick Celis - Thomas De Thaey - Roel Moors - Eduardo Hernández-Sonseca - Raimondas Petrauskas |  | - Toarlyn Fitzpatrick - Jordan Heath - Luke Loucks - Maurice Pearson |